# Opisthacanthus validus
Espèce
Synonymes
- Opisthacanthus fulvipes Pocock, 1899
- Opisthacanthus minor Kraepelin, 1911
- Opisthacanthus transvaalicus Kraepelin, 1911
- Opisthacanthus transvaalicus ochripes Kraepelin, 1911
- Opisthacanthus validus albanicus Hewitt, 1918
- Opisthacanthus validus laevis Hewitt, 1918
- Opisthacanthus validus swazianus Hewitt, 1918
- Opisthacanthus validus montanus Lawrence, 1942

Opisthacanthus validus est une espèce de scorpions de la famille des Hormuridae.

## Distribution
Cette espèce se rencontre en Afrique du Sud, en Eswatini et au Lesotho.

## Description

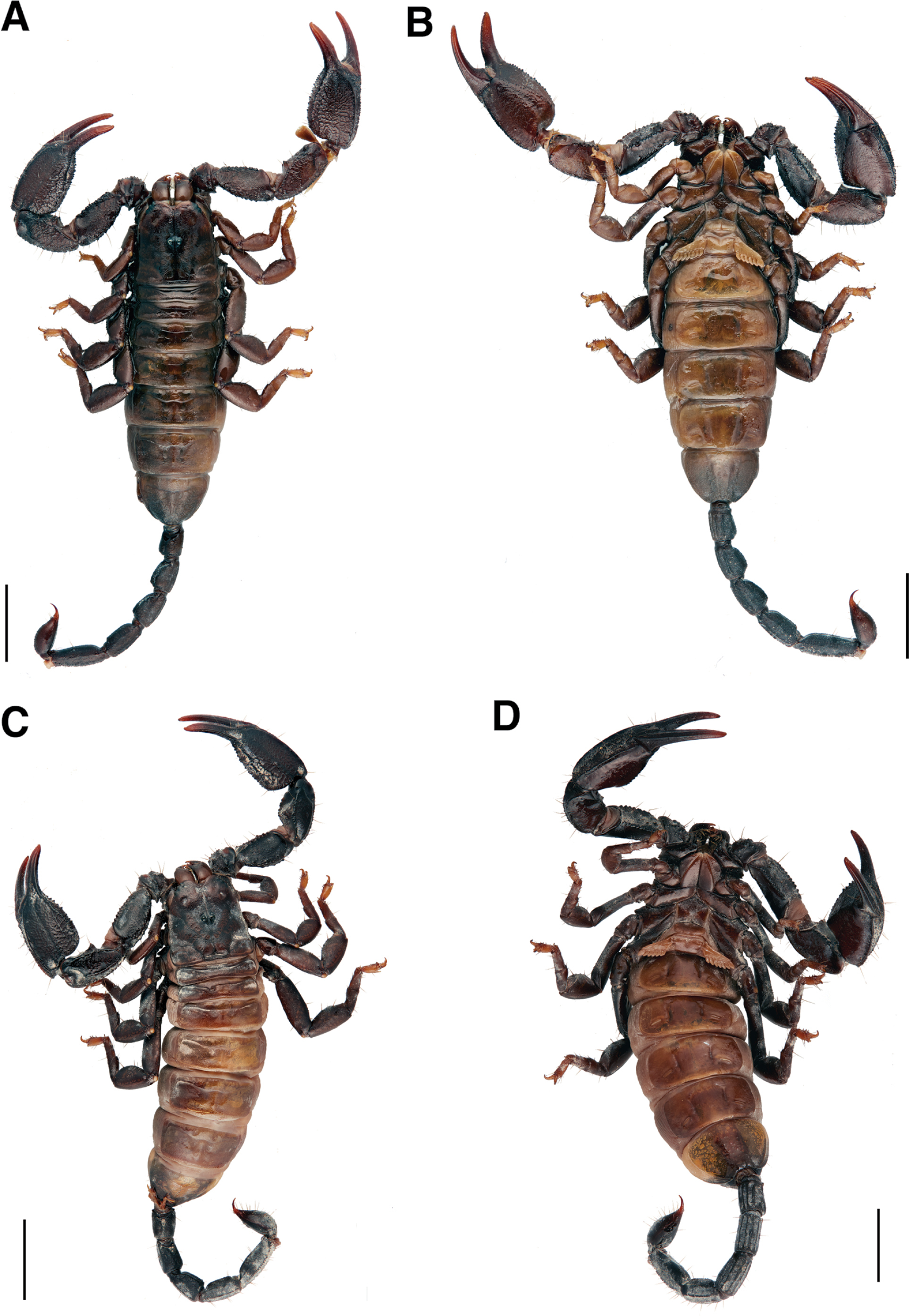
Opisthacanthus validus ♂ AB et ♀ CD

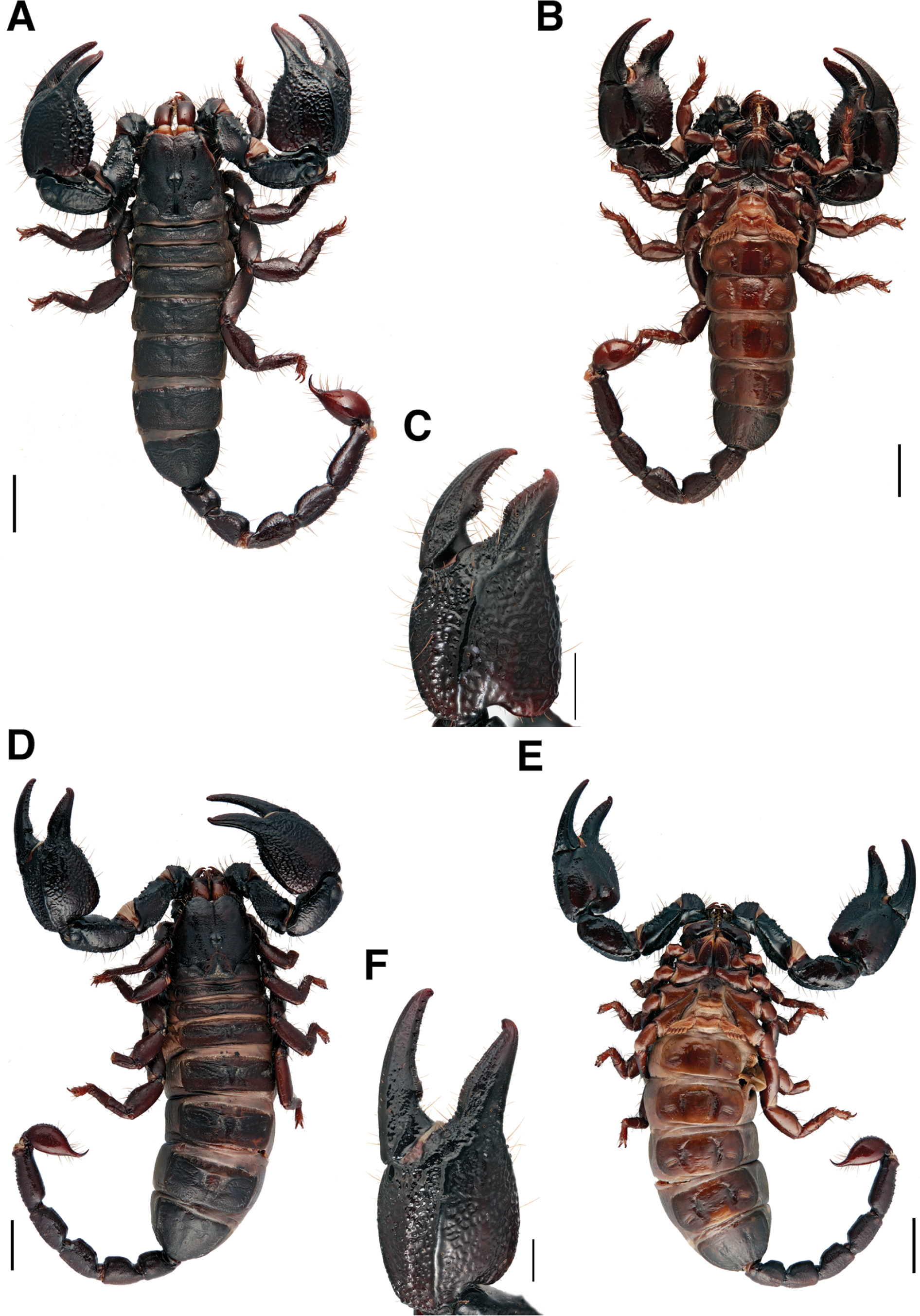
Opisthacanthus validus ♂ ABC et ♀ DEF

Le mâle décrit par Lourenço en 1987 mesure 60 mm et la femelle 65 mm.

## Systématique et taxinomie
Opisthacanthus fulvipes, Opisthacanthus minor, Opisthacanthus transvaalicus, Opisthacanthus transvaalicus ochripes, Opisthacanthus validus albanicus, Opisthacanthus validus laevis, Opisthacanthus validus swazianus et Opisthacanthus validus montanus ont été placées en synonymie par Lourenço en 1987.

## Publication originale
- Thorell, 1876 : Études Scorpiologiques. Atti della Società Italiana di Scienze Naturali, vol. 19, p. 75–272 (texte intégral).